# Al-Diwaniya FC
Al-Diwaniya FC es un equipo de fútbol de Irak que juega en la Liga Premier de Irak, la primera categoría nacional.

## Historia
Fue fundado en el año 1965 en la ciudad de Diwaniya, teniendo su primera participación en la Liga Premier de Irak en la temporada 1988/89, donde desciende en esa misma temporada. Tres años después vuelve a la máxima categoría permaneciendo esta vez tres temporadas para descender en la temporada 1994/95.
En 1999 vuelve a la Liga Premier de Irak en la que permanece por tres temporadas para descender en 2002, regresando en 2004 para jugar solo una temporada. En 2009 vuelve a ascender para jugar en la primera categoría por dos temporadas.
Seis años después el equipo consigue regresar a la primera categoría.

## Palmarés
- Primera División de Irak (1): 2016–17